# Övertorneå
Övertorneå (schwedisch) oder Matarengi (Meänkieli, finnisch Matarenki) ist ein Ort (tätort) in der nordschwedischen Provinz Norrbottens län und der historischen Provinz Norrbotten. Er liegt etwa 70 km nordwestlich von Haparanda am Fluss Torne älv nahe der finnischen Grenze und ist Hauptort der gleichnamigen Gemeinde.
Övertorneå ist Handels- und Dienstleistungsort für das mittlere Tornetal.

## Kultur und Sehenswürdigkeiten
Die Holzkirche aus dem 17. und 18. Jahrhundert enthält die älteste erhaltene Orgel Schwedens.
In Övertorneå befindet sich die Nordkalottenbibliothek mit einer Sammlung älterer und neuerer Literatur zur Region. Ein kleines Freilichtmuseum liegt nördlich der Kirche aus dem 17. Jahrhundert.

## Bilder

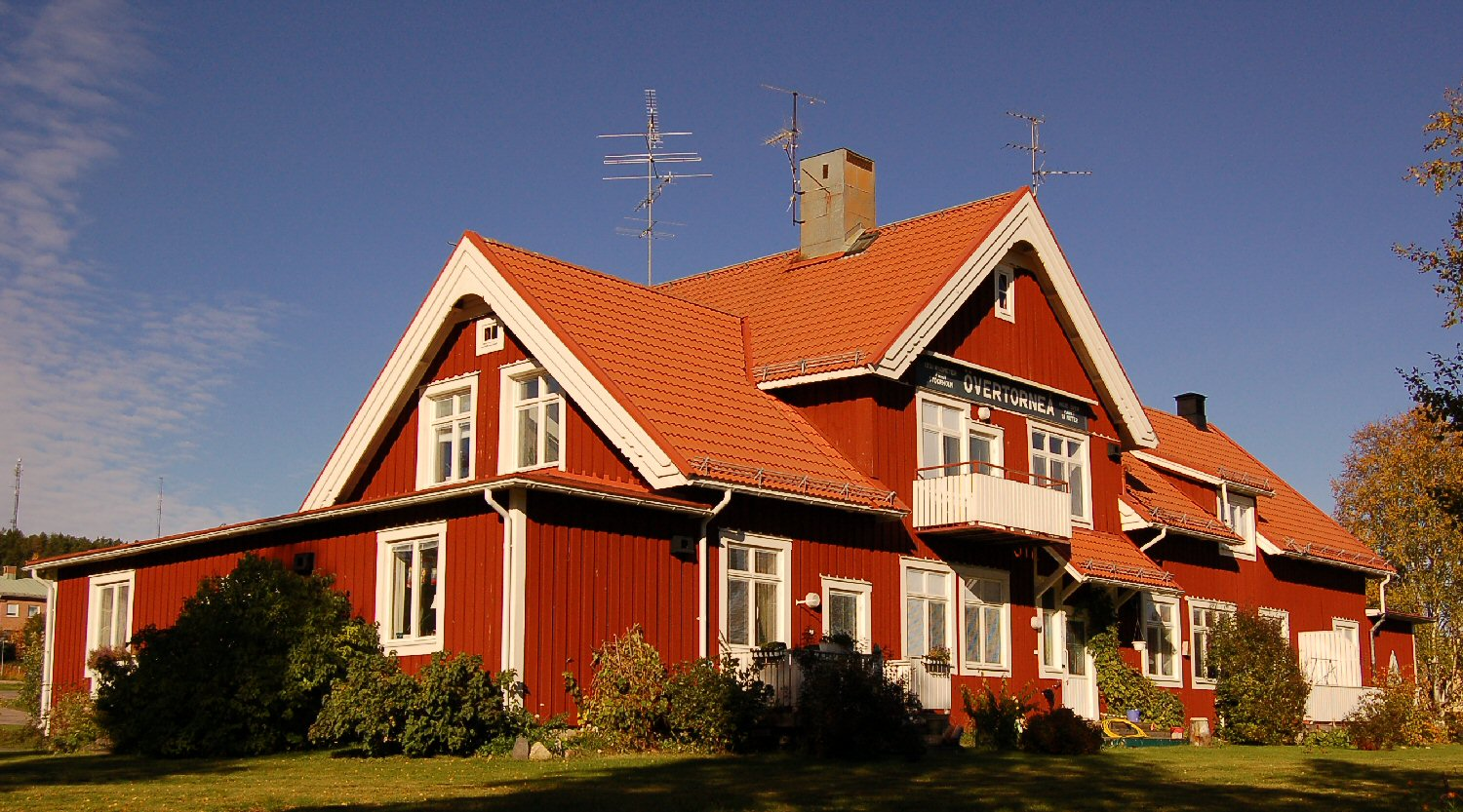
Ehemaliger Bahnhof von Övertorneå (erbaut 1914, Strecke stillgelegt 1986)
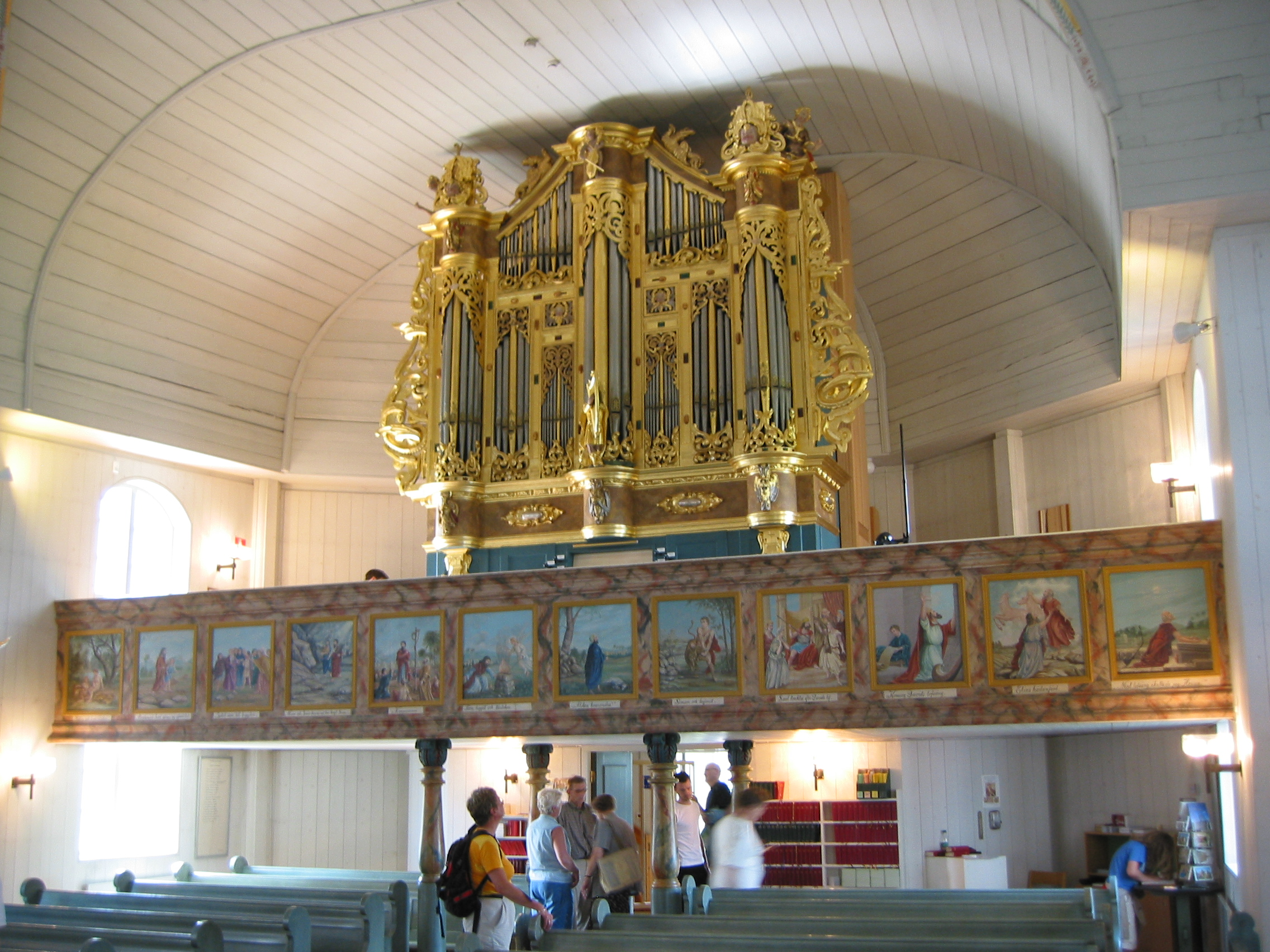
Älteste erhaltene Orgel Schwedens

## Söhne und Töchter des Ortes
- Lennart Häggroth (1940–2016), Eishockeytorwart
- Lars Gulliksson (* 1967), Jazzmusiker
- Malin Buska (* 1984), Schauspielerin
- Johan Harju (* 1986), Eishockeyspieler
- Linus Omark (* 1987), Eishockeyspieler